# Piercia subtrunca
Piercia subtrunca är en fjärilsart som beskrevs av Louis Beethoven Prout 1932. Piercia subtrunca ingår i släktet Piercia och familjen mätare. Inga underarter finns listade i Catalogue of Life.